# Silberimmortelle
Die Silberimmortelle (Anaphalis margaritacea), auch Großblütiges Perlkörbchen, Perlblume oder Perlkraut genannt, ist eine Pflanzenart aus der Gattung Anaphalis innerhalb der Familie der Korbblütler (Asteraceae).

## Beschreibung

### Vegetative Merkmale
Die Silberimmortelle ist eine ausdauernde Pflanze, die 30 bis 60 (bis 100) Zentimeter hoch wird. Die Stängel sind aufrecht, grauweiß filzig und bis zur Spitze reich beblättert. Die sitzenden Laubblätter sind lanzettlich bis lineal-lanzettlich, spitz und 3 bis 15 Zentimeter lang sowie undeutlich dreinervig. Sie sind am Rand etwas nach unten umgerollt, unterseits filzig, oberseits bald verkahlend und grün.

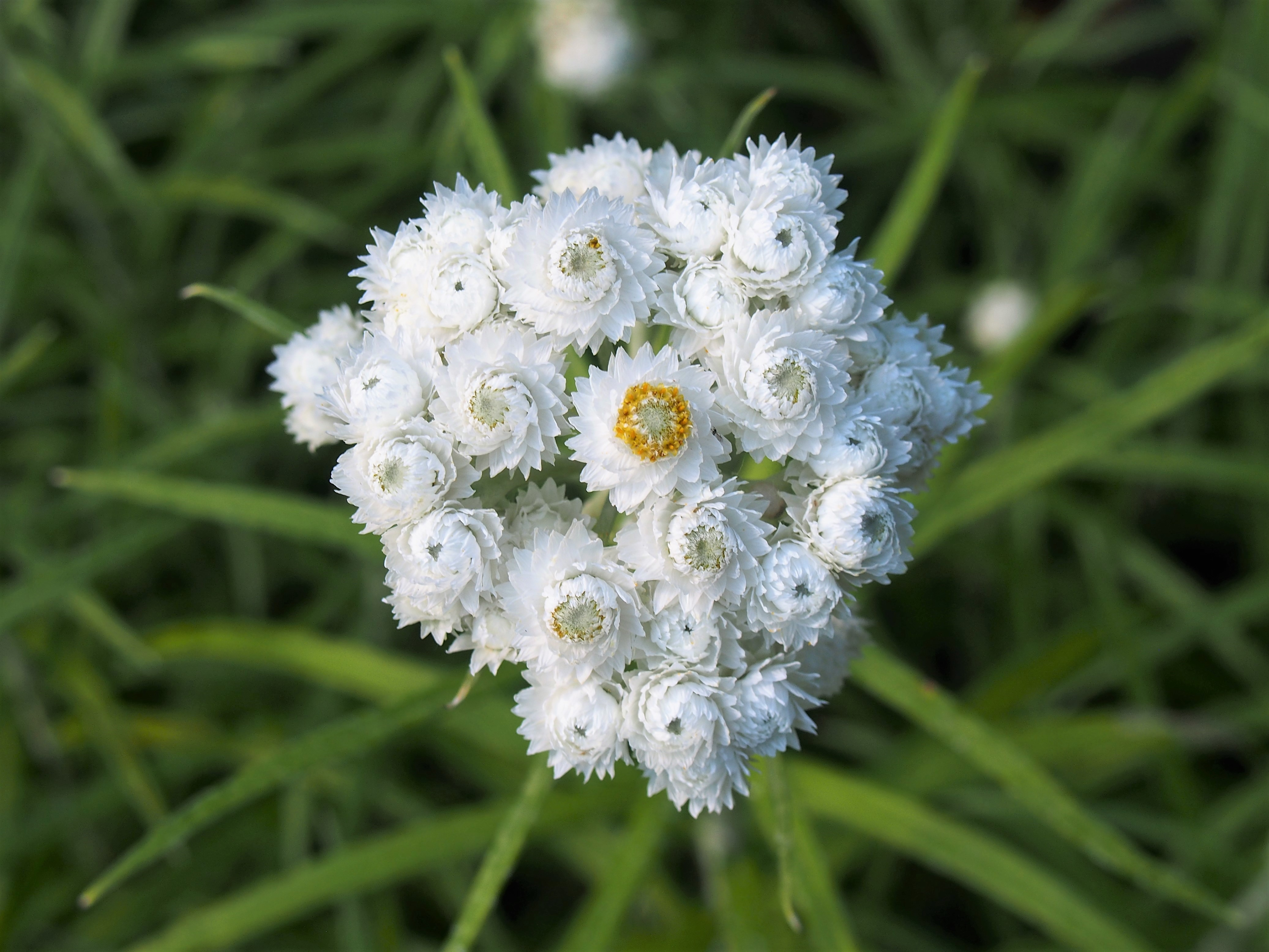
Blütenstand

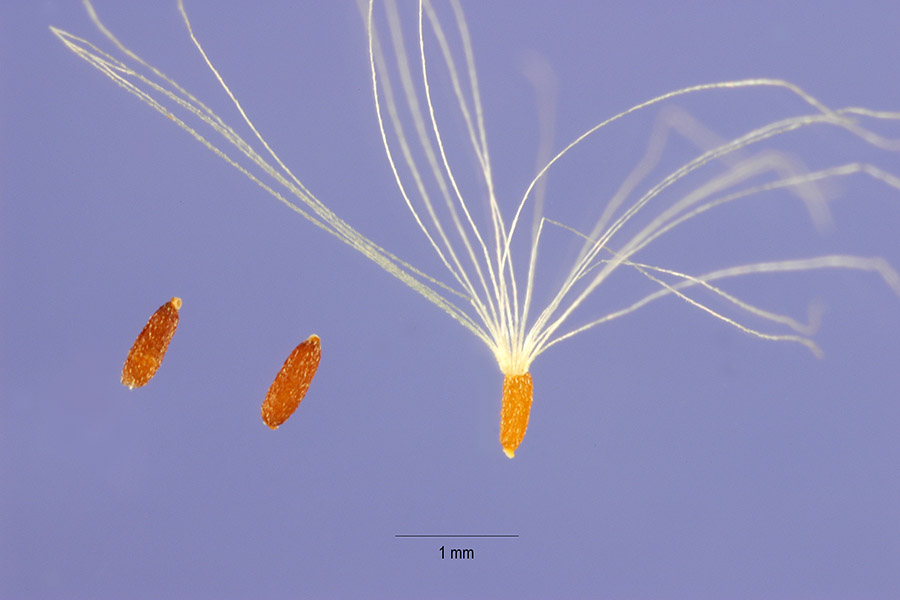
Früchte

### Generative Merkmale
Die Silberimmortelle blüht von Juli bis Oktober. Die Blütenköpfchen stehen in ziemlich dichten Doldenrispen. Die Köpfchen sind 6 bis 10 Millimeter breit. Die vielen Hüllblätter stehen mehrreihig und dicht dachig, sie sind trockenhäutig und perlmuttartig glänzend weiß. Die gelben röhrigen Blüten sind klein und zwittrig, weiblich oder männlich mit verkümmertem Fruchtknoten. Die Pappusborsten der Früchte sind einreihig, fein haarförmig und rau.
Die Chromosomenzahl beträgt 2n = 26 oder 28.

## Vorkommen
Die Silberimmortelle kommt ursprünglich in Alaska, Kanada, in den Vereinigten Staaten, in Baja California und in Asien von Pakistan bis China, Japan und Russlands Fernem Osten vor. In Europa ist sie ein Neophyt. Sie hat sich eingebürgert in Frankreich, Deutschland, Großbritannien, in den Niederlanden, in Italien, Dänemark und Norwegen. Die Art gedeiht in Mitteleuropa an feuchten Waldwegen, in Waldschlägen und an Ufern. Sie wächst dort in Gesellschaften der Ordnung Atropetalia.

## Systematik
Die Erstbeschreibung erfolgte 1753 durch Carl von Linné unter dem Namen (Basionym) Gnaphalium margaritaceum in Species Plantarum, vol. 2, S. 850. Die Neukombination zu Anaphalis margaritacea (L.) Benth. & Hook.f. wurde 1873 durch George Bentham und Joseph Dalton Hooker in Genera Plantarum, vol. 2, S. 303 durchgeführt.

## Nutzung
Die Silberimmortelle war früher eine beliebte Friedhofspflanze und wurde auch in Bauerngärten gepflanzt.